# Al-Maghtas
Al-Maghtas (arabsko المغطس), kar v arabščini pomeni 'krst' ali 'pomakanje', je arheološko najdišče na seznamu Unescove svetovne dediščine v Jordaniji na vzhodnem bregu reke Jordan, uradno znano kot Baptism Site Bethany Beyond the Jordan (Al Maghtas). Velja za originalno mesto, kjer naj bi Janez Krstnik krstil Jezusa in je bilo kot takšno čaščeno že vsaj od bizantinskega obdobja.
Al-Maghtas vključuje dve glavni arheološki območji. Ostanke samostana na nasipu, znanem kot Džbel Mar-Elias (Elijev hrib) in območje blizu reke z ostanki cerkva, krstnimi ribniki in bivališči romarjev in puščavnikov. Obe območji povezuje potok Wadi Kharrar.
Strateška lokacija med Jeruzalemom in kraljevo cesto je razvidna že iz poročila knjige Jozue o Izraelcih, ki so tam prečkali reko Jordan. Jabal Mar-Elias je tradicionalno opredeljen kot kraj vzpona preroka Elije na nebesa. Celotno območje je bilo opuščeno po šestdnevni vojni leta 1967, ko sta oba brega Jordana postala del fronte. Območje je bilo takrat močno minirano.
Po podpisu izraelsko-jordanske mirovne pogodbe leta 1994, se je kmalu po pobudi jordanske kraljevine in sicer princa Ghazija, začelo razminiranje območja.  Na tem mestu je na ogled več arheoloških izkopavanj, obiskala sta ga papeža (papež Janez Pavel II. in papež Benedikt XVI.) in državniki, privablja turiste in romarje. Unesco je leta 2015 območje uvrstil na seznam svetovne dediščine, razen zahodne strani reke. Leta 2016 je to mesto obiskalo približno 81.000 ljudi, večinoma evropskih, ameriških in arabskih turistov.  Na tisoče se jih 6. januarja odpravi na najdišče, da bi označili epifanijo.

## Etimologija
Bethany, ime, ki si ga deli z drugim mestecem tega imena, ki je na Oljski gori, izvira iz hebrejščine  bethe-ananiah, za 'hišo revnih / prizadetih'. [9]
Al-Maghtas je arabska beseda 'krst' ali 'potmakanje'.

## Lega mesta Nove zaveze
Dva odlomka iz Janezovega evangelija označujeta kraj 'onstran Jordana' ali 'čez Jordan':
Jn 1,28: Janez 1:28: To se je zgodilo v Betaniji, onkraj Jordana, kjer je Janez krščeval. 
Jn 10,40: Janez 10:40: Znova je odšel čez Jordan v kraj, kjer je Janez najprej krščeval, in ostal tam.
Glede na stališče evangelista se verjetno ne nanaša na Betanijo na Oljski gori pri Jeruzalemu, današnjo Al-Eizarijo, ampak na drugo Betanijo, znano tudi kot Bethabara, ki je na vzhodnem bregu Jordana.

## Geografija
Al-Maghtas leži  na vzhodnem bregu reke Jordan, 9 kilometrov severno od Mrtvega morja in 10 kilometrov jugovzhodno od Jeriha. Celotno območje, ki se razprostira na površini 533,7 hektarja (približno 5,3 km²), ima dve ločeni coni - Tell al-Kharrar, imenovan tudi Džebel Mar Elias (Elijev hrib) in območje blizu reke (2 kilometra na vzhod), območje Zor, kjer stoji starodavna cerkev sv. Janeza Krstnika. Obe lokaciji povezuje Wadi Kharrar. Številni krstni bazeni in akvadukti uporabljajo lokalne izvire, povezane cerkve, samostani in romarska mesta kažejo na dolgo uporabo in čaščenje.
Mesto je blizu starodavne ceste med Jeruzalemom in Transjordanijo, preko Jeriha, čez plitvino reke Jordan in se povezuje z drugimi svetopisemskimi kraji, kot so Madaba, gora Nebo in kraljeva cesta.
Medtem ko je bil kraj čaščenja na vzhodni strani reke Jordan, se je v 6. stoletju poudarek premaknil na zahodno stran. Izraz Al-Maghtas se je zgodovinsko uporabljal za območje, ki se razteza na obeh bregovih reke. Zahodni del, znan tudi pod imenom Qasr el-Yahud, je bil omenjen v predlogu Unesca, vendar doslej ni bil razglašen za območje svetovne dediščine.
Novembra 2015 je arheološka cona postala na voljo v Googlovem pogledu Street View.

## Religiozni pomen

### Izraelski prehod Jordana
Po hebrejski Bibliji je Jozue Izraelcem naročil, kako naj prečkajo Jordan, tako da so spremljali duhovnike, ki so nosili Skrinjo zaveze skozi reko, kar je ustavilo vodni tok (Jozue 3, predvsem Joz 3,14–17). Starodavne tradicije so Al-Maghtas, ki je bil v antiki znan kot bet-'abarah ali Bethabara, 'hiša križanja' (glej zemljevid iz Madabe), opredelil kot kraj, kjer so prebivalci Izraela in kasnejši prerok Elija prečkali reko Jordan in vstopili v Obljubljeno deželo.

### Prerok Elija
V hebrejski Bibliji je bilo opisano tudi, kako je prerok Elija v spremstvu preroka Eliša ustavil vode Jordana, prestopil na vzhodno stran, nato pa se je po vrtincu povzpel v nebesa. Eliša, zdaj njegov dedič, je znova ločil vode in prestopil nazaj (2 Kr 2,8–14). Starodavna judovska tradicija je identificirala mesto križanja z istim, ki ga je uporabljal Jozue, torej z Al-Maghtasom in mestom Elijevega vzpona s Tell el-Kharrar, znan tudi kot Džebel Mar Elias, 'hrib preroka Elije'.

### Jezusov krst
Janez je verjetno v izvirih in potokih krstil vsaj toliko, kot je to storil v bolj nevarni reki Jordan. Konkreten primer je "Aenon pri Salimu" iz Jn 3,23, kjer aenon pomeni 'pomlad'. V Al-Maghtasu je kratek potok Wadi al-Kharrar, ki se izliva v Jordan in je povezan z Janezovim krstnim delovanjem.

#### Zgodovinskost
Washington Post navaja: »Ni arheoloških dokazov, da je bil Jezus kdaj krščen v teh vodah« ; vendar je jordanska, vzhodna stran tradicionalnega krstnega območja Al-Maghtas sprejela različna krščanska poimenovanja kot avtentično mesto Jezusovega krsta. ICOMOS v svoji obravnavi Bethany on the Jordan kot Unescove svetovne dediščine ugotavlja, da mesta, ki so bila zgodovinsko povezana z Jezusovim krstom, obstajajo tudi na zahodnem bregu čez reko in poudarja, da je njihova preiskava Al- Maghtasa za priznanje kot Center svetovne dediščine brez dvoma dokazuje, da se tamkajšnje arheološke strukture v zgodovini dejansko nanašajo na Jezusov krst in nadalje ugotavlja, da so tudi druga najdišča ob reki Jordan v preteklosti podobno trdila. Uradno mesta za krst prikazuje 13 overitev iz predstavnikov večjih mednarodnih poimenovanj.

## Zgodovina in arheologija

### Predrimsko naselje
Arheološka izkopavanja so odkrila predmete, ki kažejo na zaključek, da je to najdišče prvič naselila majhna skupina kmetov v obdobju bakrene dobe, okoli 3500 pr. n. št. Ponovno se pojavljajo znaki poselitve iz helenističnega obdobja.

### Rimsko in bizantinsko obdobje
Najdišče vsebuje zgradbe z obema vidikoma judovskih mikve (obredna kopel), ki spominjajo na bazene iz drugega templja iz Kumrana in pozne krščanske uporabe, z velikimi bazeni za krst, ki povezujejo oba običaja.
Mogoče so bile v 2. do 3. stoletju in zagotovo že od 5. do 6. stoletja na Tell al-Kharrarju zgrajene krščanske verske strukture.  Ne smemo pozabiti, da je krščanstvo v 1. do 4. stoletju krščanske ere pogosto preganjala rimska država in šele potem, ko je postala najprej tolerirana in nato odkrita državna religija rimskega ali zdaj tako imenovanega bizantinskega cesarstva, je postalo odprto krščansko bogoslužje mogoče.
Arheološka izkopavanja so tudi ugotovila, da je bil hrib Tell al-Kharrar, znan kot Elijev hrib, kot mesto, s katerega se je prerok Elija vzpel v nebesa. V 5. stoletju je bil v spomin na to mesto postavljen bizantinski samostan. Arheologi so ga poimenovali Samostanu retorij po imenu iz bizantinskega mozaičnega napisa.
Bizantinski cesar Anastazij I. je na vzhodnih bregovih reke Jordan postavil prvo cerkev, posvečeno sv. Janezu Krstniku med letoma 491–518. Toda zaradi dveh poplavnih in potresnih dogodkov je bila cerkev uničena. Cerkev je bila obnavljana trikrat, dokler se med večjim poplavnim dogodkom v 6. ali 7. stoletju ni porušila, skupaj s kapelo, zgrajeno nad slopi.
Romarska mesta so se v zgodovini premikala. Glavne krščanske arheološke najdbe iz bizantinskega in morda celo rimskega obdobja so nakazovale, da je bilo prvotno mesto na vzhodnem bregu, vendar se je do začetka 6. stoletja žarišče preselilo na dostopnejši zahodni breg reke.
V bizantinskem obdobju je bilo mesto priljubljeno romarsko središče. Perzijsko opustošenje leta 614, poplave, potresi in muslimanski vdor so ustavili bizantinske gradbene dejavnosti na vzhodnem bregu reke Jordan, zlasti na območju Wadi al-Kharrar.

### Zgodnje muslimansko obdobje
Muslimansko osvajanje je končalo bizantinske gradbene dejavnosti na vzhodnem bregu reke Jordan, vendar je več bizantinskih struktur ostalo v uporabi v zgodnjem islamskem obdobju. S časom je čaščenje potekalo tik ob reki na zahodni strani pri Qasr el-Yahudu. Po letu 670 se je spominska lokacija krsta preselila na zahodno stran.

### Mameluško in osmansko obdobje
Strukture so bile večkrat prezidane, vendar so bile do konca 15. stoletja dokončno opuščene.
V 13. stoletju je bil nad ostanki prejšnjega bizantinskega predhodnika zgrajen pravoslavni samostan, vendar kako dolgo je trajal, ni znano. Romanje na to mesto je upadlo in po besedah enega romarja je bilo to mesto v ruševinah leta 1484. Od 15. do 19. stoletja romarji na to mesto skoraj niso obiskali. Majhna kapela, posvečena sveti Mariji Egipčanski, puščavnici iz bizantinskega obdobja, je bila zgrajena v 19. stoletju in bila uničena v potresu leta 1927.
V zgodnjem delu 20. stoletja je kmečka skupnost zasedla območje vzhodno od reke Jordan.

### Ponovno odkritje po letu 1994 in turizem
Kot rezultat šestdnevne vojne leta 1967 je reka postala linija prekinitve ognja in oba bregova sta postala militarizirana in nedostopna romarjem. Po letu 1982, medtem ko je bil Qasr el-Yahud še vedno zunaj meja, je Izrael omogočil krščanske krste na mestu Jardenit dalje proti severu. Po izraelsko-jordanski mirovni pogodbi leta 1994 je bil obnovljen dostop do Al-Maghtasa po tem, ko je jordanski princ Ghazi, ki ga globoko zanima verska zgodovina, obiskal to območje v družbi frančiškanskega arheologa, ki ga je prepričal, naj si ogleda kaj je bilo mišljeno, da je mesto krsta. Ko so našli dokaze o prebivanju v rimskem obdobju, je bilo to dovolj za spodbuditev razminiranja in nadaljnjega razvoja. Kmalu zatem je bilo več arheoloških izkopavanj, ki jih je vodil dr. Mohammad Waheeb, ki so leta 1997 ponovno odkrili starodavno najdišče. V 1990-ih je bilo obdobje arheoloških izkopavanj, ki so mu sledili primarni zaščitni in obnovitveni ukrepi v začetku 21. stoletja. Jordanija je v celoti odprla Al-Maghtas leta 2002. Nato je sledila izraelska zahodna stran, znana kot Qasr el-Yahud, ki je bila odprta za vsakodnevne obiske leta 2011 - tradicionalna praznovanja epifanije so bila dovoljena že od leta 1985, vendar le na določene katoliške in pravoslavne datume in pod vojaškim nadzorom. Leta 2007 je o tem mestu posnel dokumentarni film z naslovom Krst Jezusa Kristusa - Odkrivanje Betanije onkraj Jordana (The Baptism of Jesus Christ – Uncovering Bethany Beyond the Jordan).
Zahodna stran privlači večje turistično zanimanje kot jordanski del, pol milijona obiskovalcev v primerjavi z okoli deset tisoč na jordanski strani. Po drugih ocenah je številka 300.000 na palestinski strani, ki jo je zasedel Izrael in 100.000 na jordanski strani. Da bi to upoštevali, ima Yardenit več kot 400.000 obiskovalcev na leto.
Janez Pavel II. je bil leta 2000 prvi papež, ki je obiskal to mesto. Sledilo je še nekaj papeških in državnih obiskov. Leta 2002 so se kristjani spomnili Kristusovega krsta na mestu prvič po njegovem ponovnem odkritju. Od takrat na tisoče krščanskih romarjev z vsega sveta letno obeležuje epifanijo v Betaniji onkraj Jordana. Tudi v letu 2002 se je mesto za krst odprlo za vsakodnevne obiske, kar je privabljalo stalen pritok turistov in romarske dejavnosti. Unesco je leta 2015 območje Al-Maghtas na vzhodnem bregu reke Jordan razglasil za območje svetovne dediščine, medtem ko je bil Qasr el-Yahud opuščen.

## Lastnosti
Arheološka izkopavanja na koncu 1990-ih so razkrila verske zgradbe rimskega in bizantinskega obdobja, ki vključujejo »cerkve in kapele, samostan, jame, ki so jih uporabljali puščavniki in bazene«, ki so bili prizorišča krstov. Izkopavanja so podprle institucije iz različnih držav, na primer ZDA in Finske ter nemški protestantski inštitut.

### Tell el-Kharrar ali Elijev grič in krstilnik
Izkopali so tri cerkve, tri krstne bazene, krožni vodnjak in zunanji del, ki obkroža hrib. Odkrili so obstoj oskrbe z vodo iz izvirov in pripeljano na mesta krsta po keramičnih ceveh; ta objekt je na voljo še zdaj.

### Obrežje (Zor)
Na območju mesta Zor so najdbe pokrivale cerkev z dvorano s stebri, baziliko, imenovano cerkev sv. Janeza Krstnika, spodnjo baziliko z marmornimi tlemi z geometrijskimi vzorci. Izpostavljene so bile tudi zgornja bazilika, marmorne stopnice, štirje slopi Kapele plašča, Mala kapela, Laura svete Marije Egiptovske in velik bazen. Stopnišče iz marmornih stopnic je bilo zgrajeno leta 570. 22 stopnic je iz črnega marmorja. Stopnišče vodi do Zgornje bazilike in krstnega bazena. Ta bazen je imel nekoč štiri slope, ki so podpirali Kapelo plašča.

### Puščavnikova bivališča
Hribi Quattara so razkrili številne meniške jame, znane tudi kot puščavniške celice, ki so od reke Jordan oddaljene 300 metrov. Ko so bile jame v uporabi, je bil dostop prek vrvi ali po stopnicah ali lestev z zahodne in jugozahodne strani, vendar nobene od teh še ni videti. Vsaka od teh jam je bila vklesana s polkrožno nišo na svoji vzhodni steni. V jami sta dve sobi, ena za molitev in druga življenjski prostor menihov.

### Grobnice
Verjamejo, da so grobnice menihov v cerkvah in zunaj njih. Te grobnice so iz bizantinskega in zgodnjega islamskega obdobja (5. – 7. stoletje). Numizmatične najdbe kovancev in keramike na najdišču so epigrafski dokazi zgodovine najdišča.

## Unescova udeležba
Leta 1994 je UNESCO sponzoriral arheološka izkopavanja na tem območju. Sprva je bil Unesco to območje uvrščen na okvirni seznam 18. junija 2001, nova nominacija pa je bila predstavljena 27. januarja 2014. ICOMOS je ocenil poročilo, ki ga je Jordanija predstavila od 21. do 25. septembra 2014. Najdbe so tesno povezane s spominom na krst. Po tej oceni je Unesco to območje uvrstil na seznam svetovne dediščine pod naslovom "Bethany on the Jordan (Al-Maghtas)". Kot kulturna dediščina je bila vpisana v okviru Unescovih meril (iii) in (vi). Palestinska turistična agencija obžaluje odločitev Unesca, da opusti zahodno krstno mesto. Med pogajanji o seznamih Unesca je bil prvotni predlog Unesca naveden, da bo v prihodnje to mesto razširil v sodelovanju s "sosednjo državo". 

## Upravljanje
Mesto krsta upravlja Komisija za krstna mesta, neodvisni skrbniški odbor, ki ga je imenoval kralj Abdulah II.. Leta 2017 je Komisija poročala, da je leta 2016 to območje obiskalo približno 81.000 ljudi, kar je za 23 % več kot leta 2015, večinoma evropskih, ameriških in arabskih turistov.